# Pavillon de la Chine à l'exposition universelle de 2010
Le pavillon de la Chine à l'Exposition universelle de 2010 (中国国家馆) de Shanghai en République populaire de Chine, plus connu sous le nom de la « Couronne de l'Orient » (东方之冠), est le plus grand pavillon national de l'Exposition et l'un des plus grands de l'histoire des Expositions internationales. Il a également été le pavillon le plus coûteux de l'Exposition de Shanghai avec un coût estimé à 220 millions de dollars.
Le pavillon était la vitrine de la civilisation chinoise et de ses réalisations modernes en combinant des éléments traditionnels et modernes dans son architecture, avec des aménagements paysagers et des expositions. Sa structure en dougong est typique de l'architecture chinoise.

## Historique
Pour un article plus général, voir Exposition universelle de 2010.
Il a été construit entre le 18 décembre 2007 et février 2010. Pavillon majeur de l'Exposition, son entrée nécessitait une réservation.

## Architecture
La structure, haute de 69,9 mètres avec un toit carré de 139,8 mètres de côté et peinte avec sept variantes de rouge, est inspirée de l'architecture Dougong et des anciennes couronnes des empereurs de Chine.
Le pavillon, dont l'aspect extérieur renvoie au dougong, repose sur 4 piliers portant 6 étages dont les surfaces augmentent à mesure que le bâtiment s'élève. Le bâtiment est composé de 56 poutres en bois qui représentent les 56 groupes ethniques chinois. Le centre du bâtiment contient une structure de métal et de verre en forme de sablier géant, tel deux triangles dont celui supérieur repose en position inversée (pointe en bas) sur le triangle inférieur (pointe en haut). Reposant sur un sol friable, la construction a nécessité la pose de piliers de fondation de 65 mètres de haut. Le bâtiment a été conçu pour résister au vent de l'est caractérisant Shanghai.
Le poids du bâtiment, en ne comptant que ses éléments structuraux béton-métal-verre, est de 433.615 tonnes. La structure en dougong est esthétique, la solidité du bâtiment étant surtout assurée par les 4 piliers centraux et leurs interconnexions.
Elle est l'œuvre de l'architecte chinois He Jingtang, directeur de la section architecture de l'université de technologie de Chine méridionale.

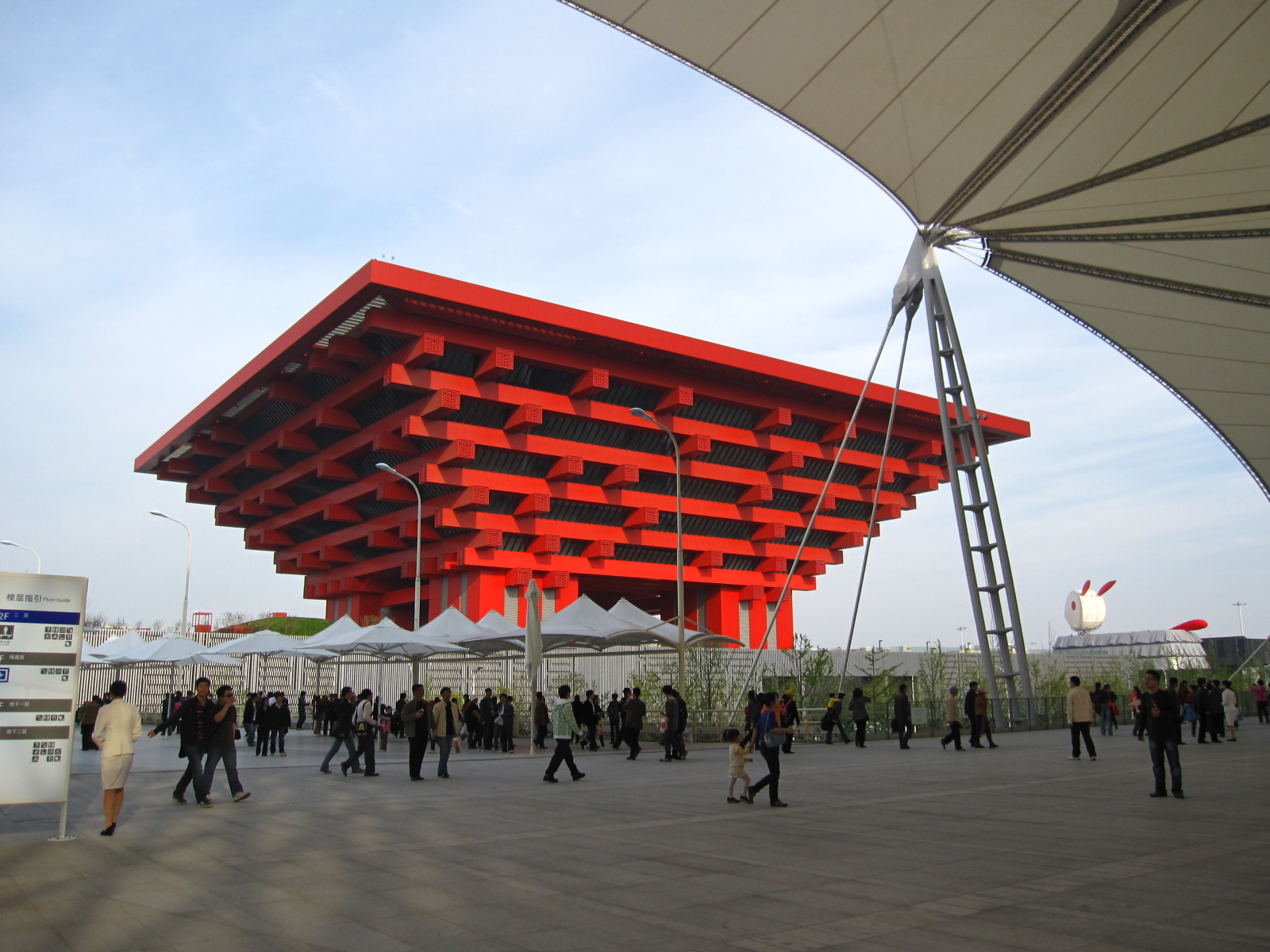
Pavillon de jour
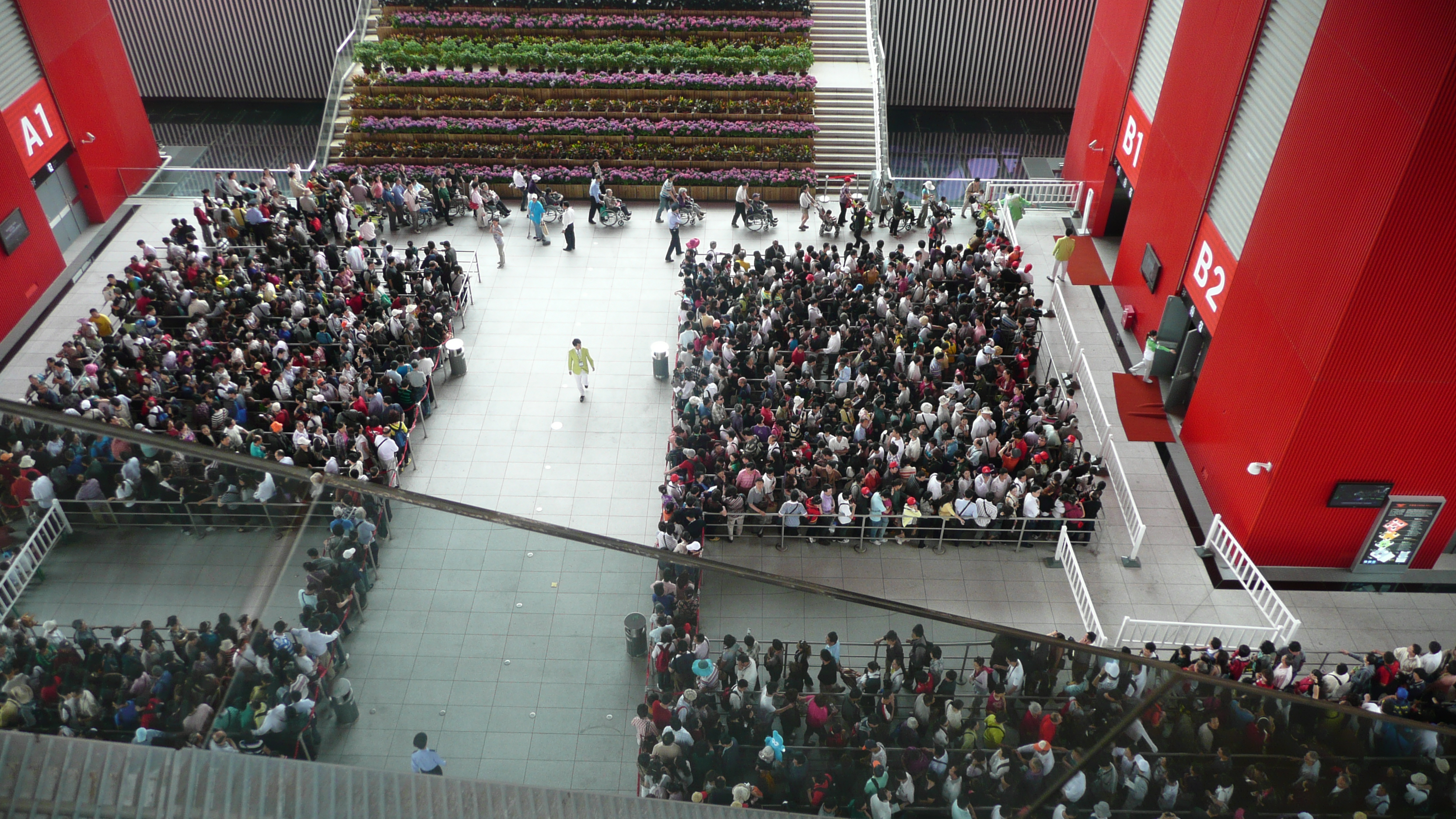
Files d'attente
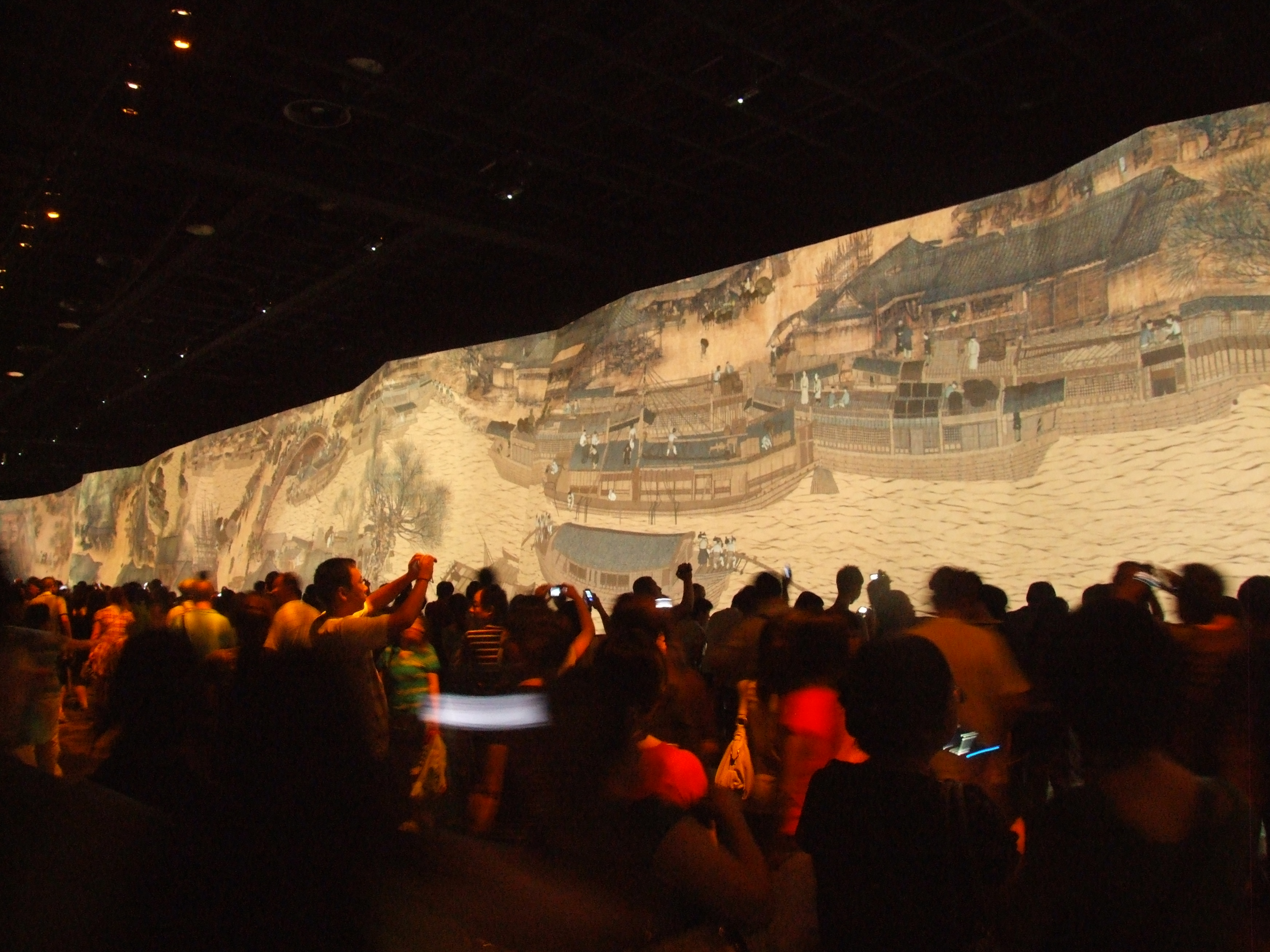
Animation intérieure
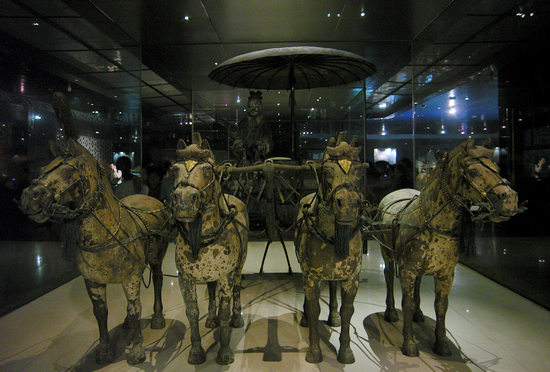
Char de bronze de la dynastie Qin exposé

Le jardin associé à la structure est du style de la région de Jiangsu.
Le concept structurel du bâtiment rappelle la composition, plus simple, de Tadao Andō pour l'Exposition universelle de 1992 (démontée après la fin de l'événement). L'équipe d'architectes rejette cette comparaison sur la base que tout le bâtiment est une expression abstraite de la Chine et de ses groupes ethniques. D'autres critiques se sont portées sur l'aspect gigantesque et coûteux de la structure, ainsi que sur sa complexité et sa charge symbolique (ésotérisme), à quoi He Jingtang a répondu qu'il s'agit simplement d'une « statue de la Chine qui se dresse dans le jardin de la ville ».

## Reconversion en musée
Le pavillon chinois reste ouvert jusqu'au 31 mai 2011, avec pour principale attraction la fresque Le Jour de Qingming au bord de la rivière. 6 millions de personnes visitent le musée de décembre 2010 à mai 2011.
Le pavillon, après l'Exposition universelle, est converti en 2012 pour accueillir, le musée des arts de Chine, un musée de la culture et de l'histoire chinoise.